# سترات ثنائية الصوديوم
سترات ثنائية الصوديوم مركب كيميائي له الصيغة [ Na2H[C3H5O(COO)3 ، ويكون على شكل بلورات عديمة اللون.